# Mercedes-Benz EQV
Mercedes-Benz EQV — серія люксових електро-акумуляторних мінівенів, що випускається суббрендом Mercedes-EQ з 2019 року. Вперше було представлено у 2019 році на автопрем'єрі у Франкфурті.
Джерелом енергії є водоохолоджуваний літій-іонний акумулятор корисною ємністю 90 кВт·год.

## Опис

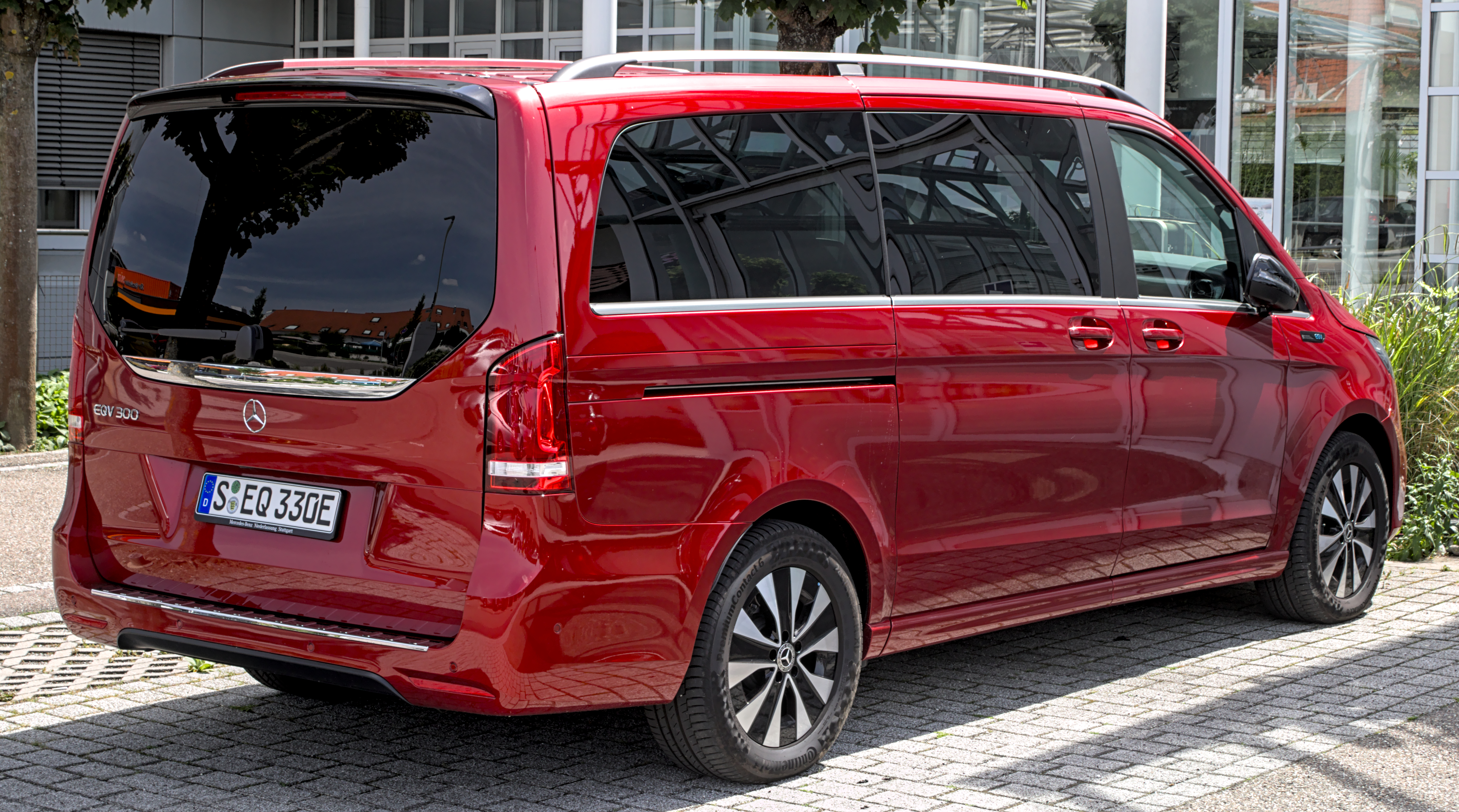
Mercedes-Benz EQV 300 (W447)

Mercedes EQV був представлений на Франкфуртському автосалоні і раніше розглядалася як концепція на Женевському автосалоні. Це мінівен (MPV), який випускають з 2019 року. Виробництво було налагоджено в Іспанії, на одному заводі з Mercedes-Benz V-клас.

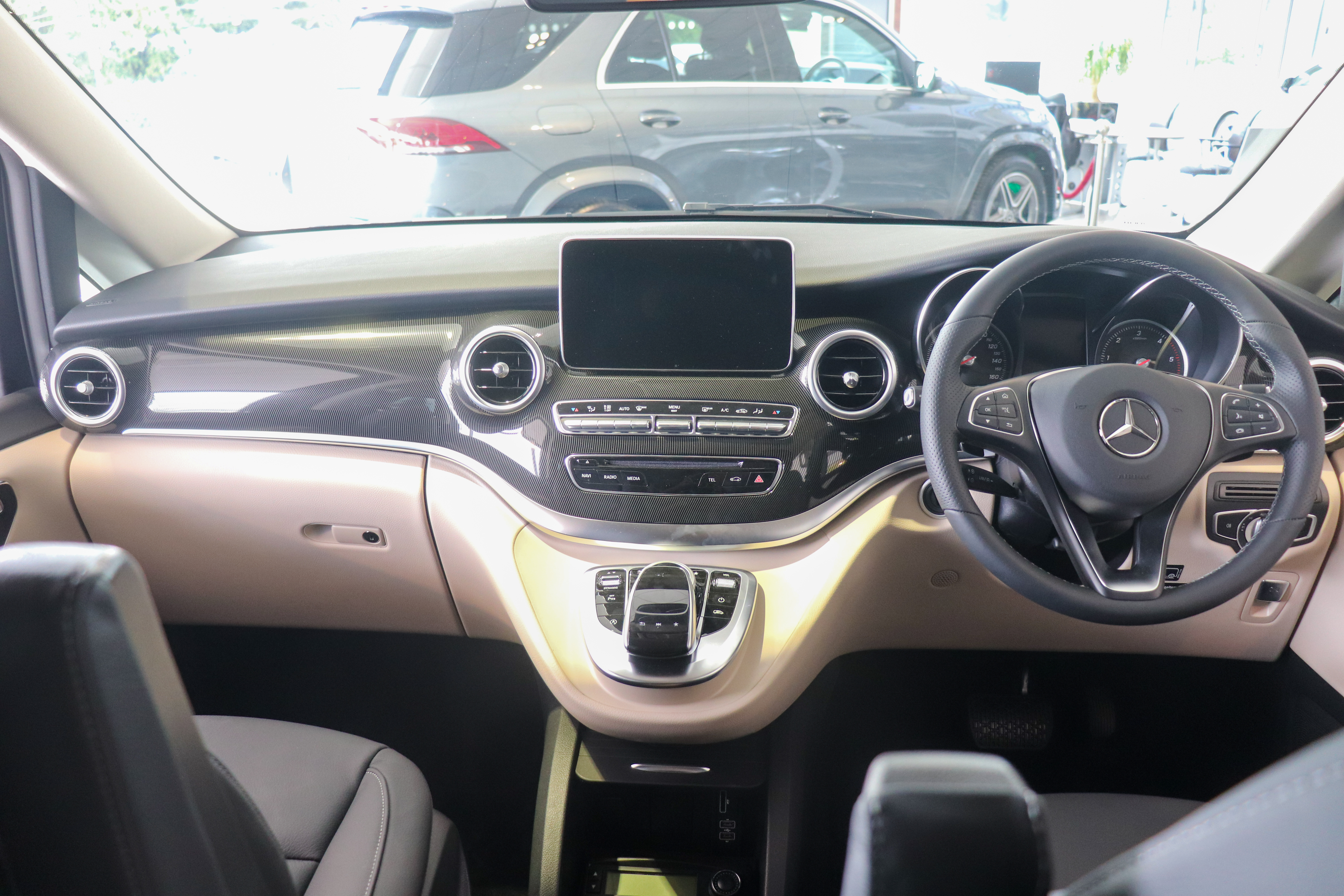
Салон EQV 300 (2019-2023)

Mercedes EQV базується на V-класі та має однакові розміри колісної бази. Це автомобіль місткістю до восьми місць (з додатковими сидіннями) і має до 1020 літрів вантажного місця в багажному відділенні.

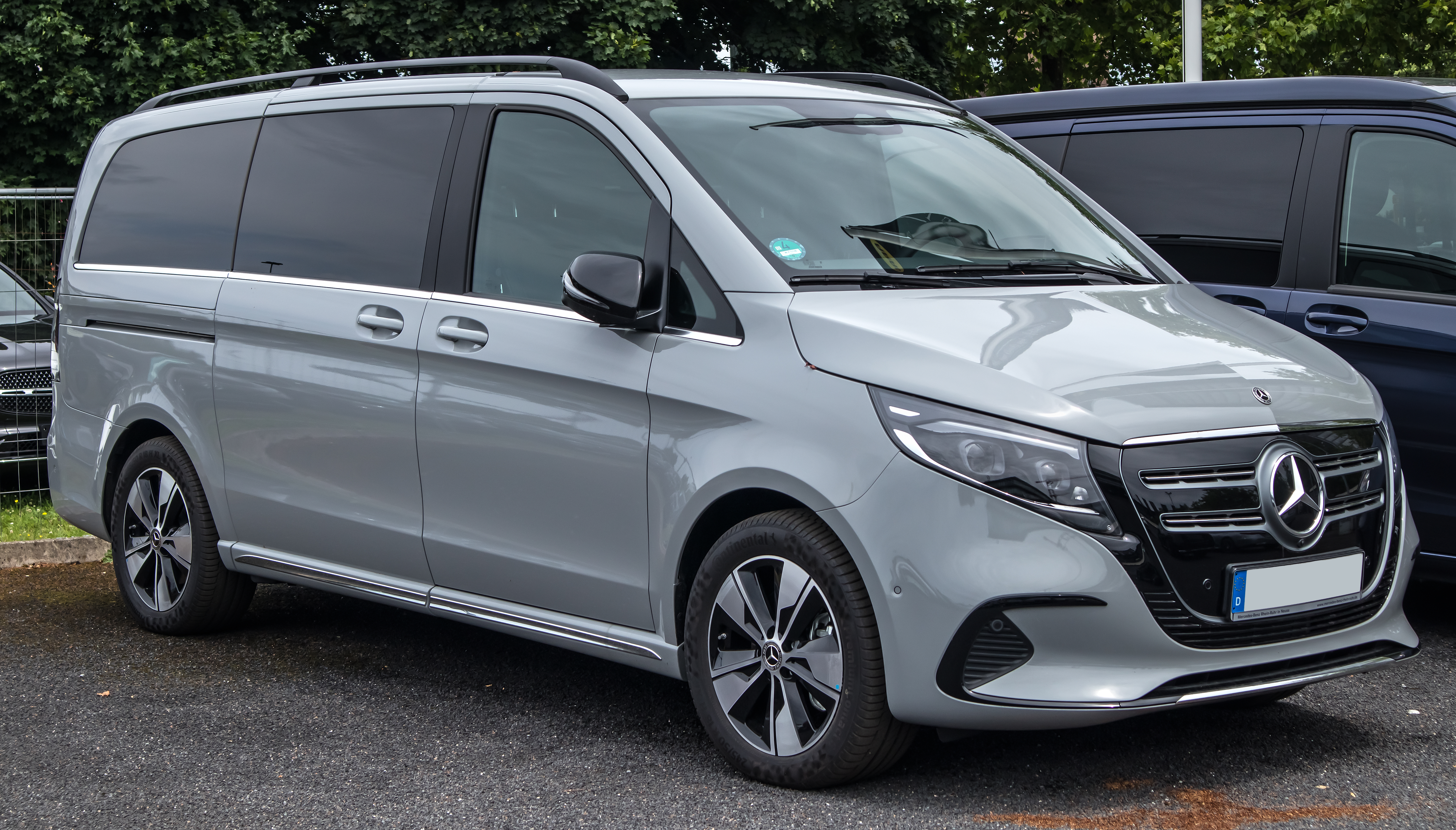
Mercedes-Benz EQV 300 (з 2023, W447)

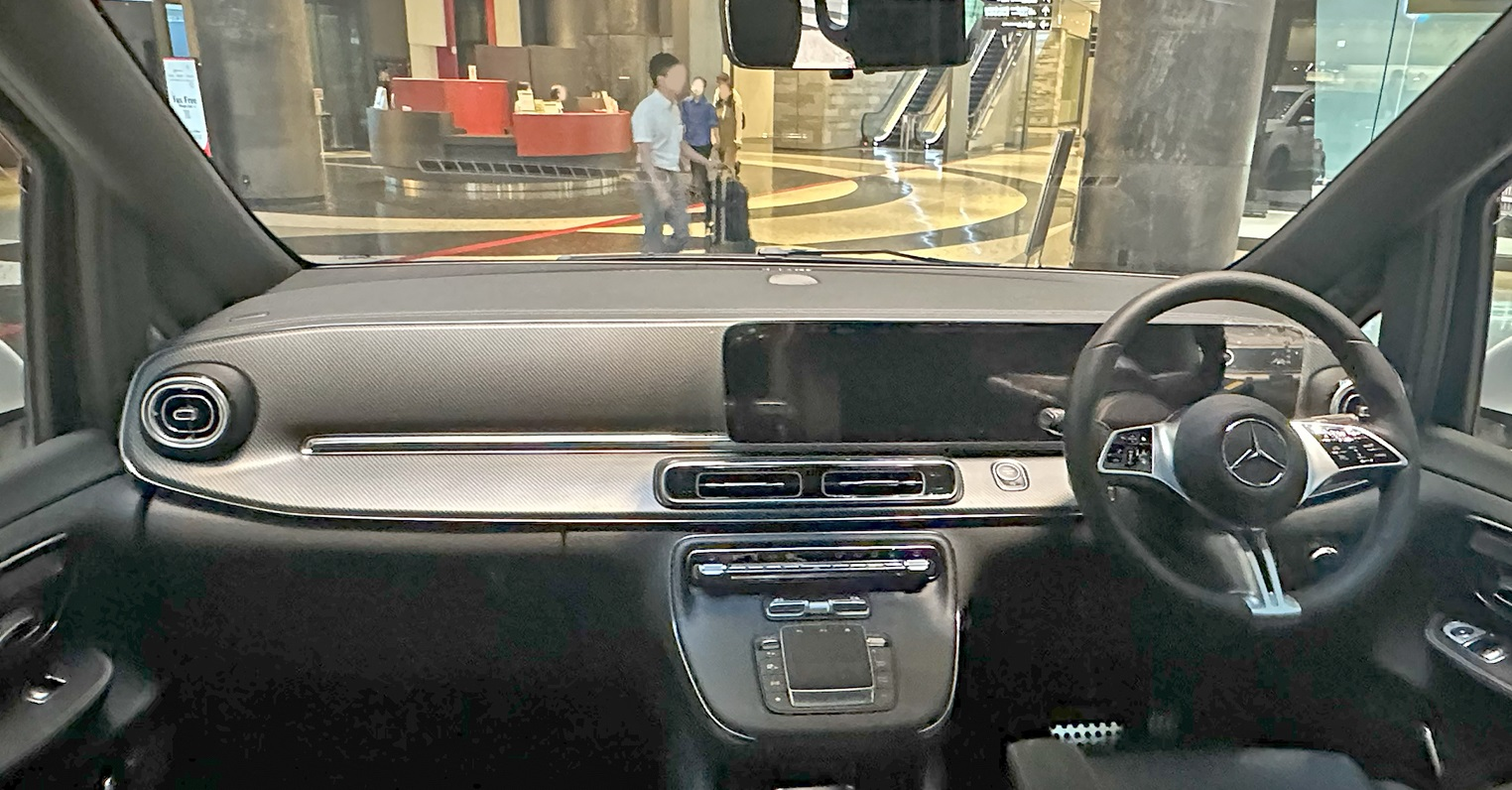
Салон EQV 300 (з 2023)

EQV має одинарний електродвигун на передній осі з потужністю 150 кВт (204 к.с.) та крутним моментом 362 Н·м. Він має електронну обмежену максимальну швидкість 160 км/год.
Акумулятор на 90 кВт·год встановлений на підлозі та має розрахунковий діапазон WLTP 405 км на одній зарядці. Його можна зарядити від 10 до 80 відсотків за 45 хвилин за допомогою швидкого зарядного пристрою постійного струму потужністю 110 кВт або менш ніж за 10 годин за допомогою зарядного пристрою змінного струму потужністю 11 кВт.
Інформаційно-розважальна система є специфічною для еквалайзера версією системи Mercedes-Benz User Experience (MBUX) і включає 10-дюймовий екран, що відображає струм заряду, гістограму та гістограму споживання, а також режими навігації та руху.
В липні 2023 року дебютував онолений EQV, з новою передньою частиною, зміненим салоном і оснащенням.

## Модифікації
| Модель  | Потужність к. с. | Крутний момент Н·м | Ємність акумулятора, кВт·год | Ємність акумулятора, кВт·год | Пробіг WLTP |
| Модель  | Потужність к. с. | Крутний момент Н·м | брутто                       | нетто                        | Пробіг WLTP |
| ------- | ---------------- | ------------------ | ---------------------------- | ---------------------------- | ----------- |
| EQV 250 | 204              | 362                | 65                           | 60                           | 231–273 км  |
| EQV 300 | 204              | 362                | 100                          | 90                           | 355–405 км  |